# فرانسیسکو اولازار
فرانسیسکو اولازار (اسپانیایی: Francisco Olazar‎؛ ۱۰ ژوئیهٔ ۱۸۸۵ – ۲۱ سپتامبر ۱۹۵۸) یک بازیکن فوتبال اهل آرژانتین بود.
وی همچنین در تیم ملی فوتبال آرژانتین بازی کرده‌است.